# Gare de Conflans - Jarny
Gare de Conflans - Jarny vasútállomás Franciaországban, Jarny településen.

## Vasútvonalak
Az állomást az alábbi vasútvonalak érintik:
- Saint-Hilaire-au-Temple-Hagondange-vasútvonal

## Kapcsolódó állomások
A vasútállomáshoz az alábbi állomások vannak a legközelebb:
- Gare d’Étain
- Gare d’Onville
- Gare d’Hatrize
- Gare de Valleroy - Moineville
- Gare de Baroncourt